# 八尾市立上之島小学校
八尾市立上之島小学校（やおしりつ かみのしま しょうがっこう）は、大阪府八尾市にある公立小学校。
1年生から系統的に情報教育に取り組んでいる。従来の八尾市立北山本小学校・八尾市立東山本小学校の校区を再編し、1984年（昭和59年）に開校した。

## 沿革
- 1983年10月31日 - 校舎が竣工。この日を創立記念日とする。
- 1984年4月1日 - 八尾市立上之島小学校として開校。
- 1985年7月12日 - プール完工。

## 通学区域
- 八尾市 上之島町北、福万寺町南、福栄町、西高安町2丁目 - 5丁目、上尾町4丁目 - 9丁目の全域。
- 八尾市 西高安町1丁目、上尾町1丁目・2丁目・3丁目、上之島町南5丁目・6丁目・7丁目のそれぞれ一部。

卒業生は基本的に八尾市立上之島中学校に進学する。

## 交通
- 近鉄バス 大和橋バス停 東へ約500m。
- 近鉄大阪線 河内山本駅 北へ約1.5km。

## 著名出身者
- 泉柊椰 - プロサッカー選手